# 飒拉
飒拉（西班牙語：Zara; /ˈθaɾa/）是一家西班牙的製作成衣和銷售服裝的公司。

## 颯拉的分店

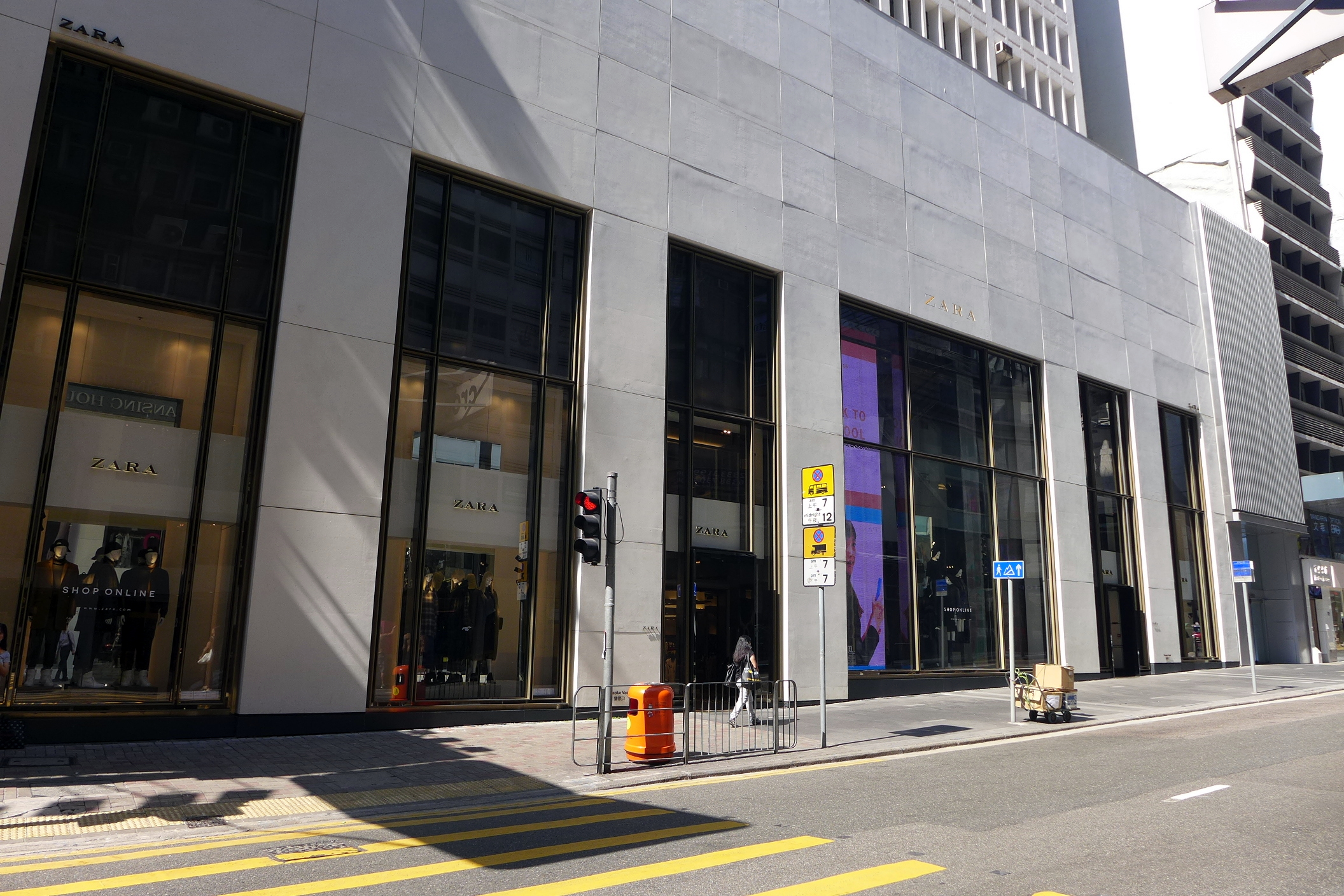
香港卡佛大廈分店

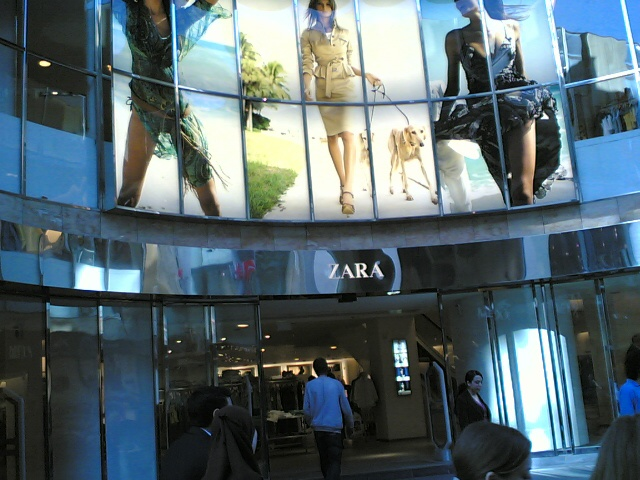
比利時布鲁塞尔

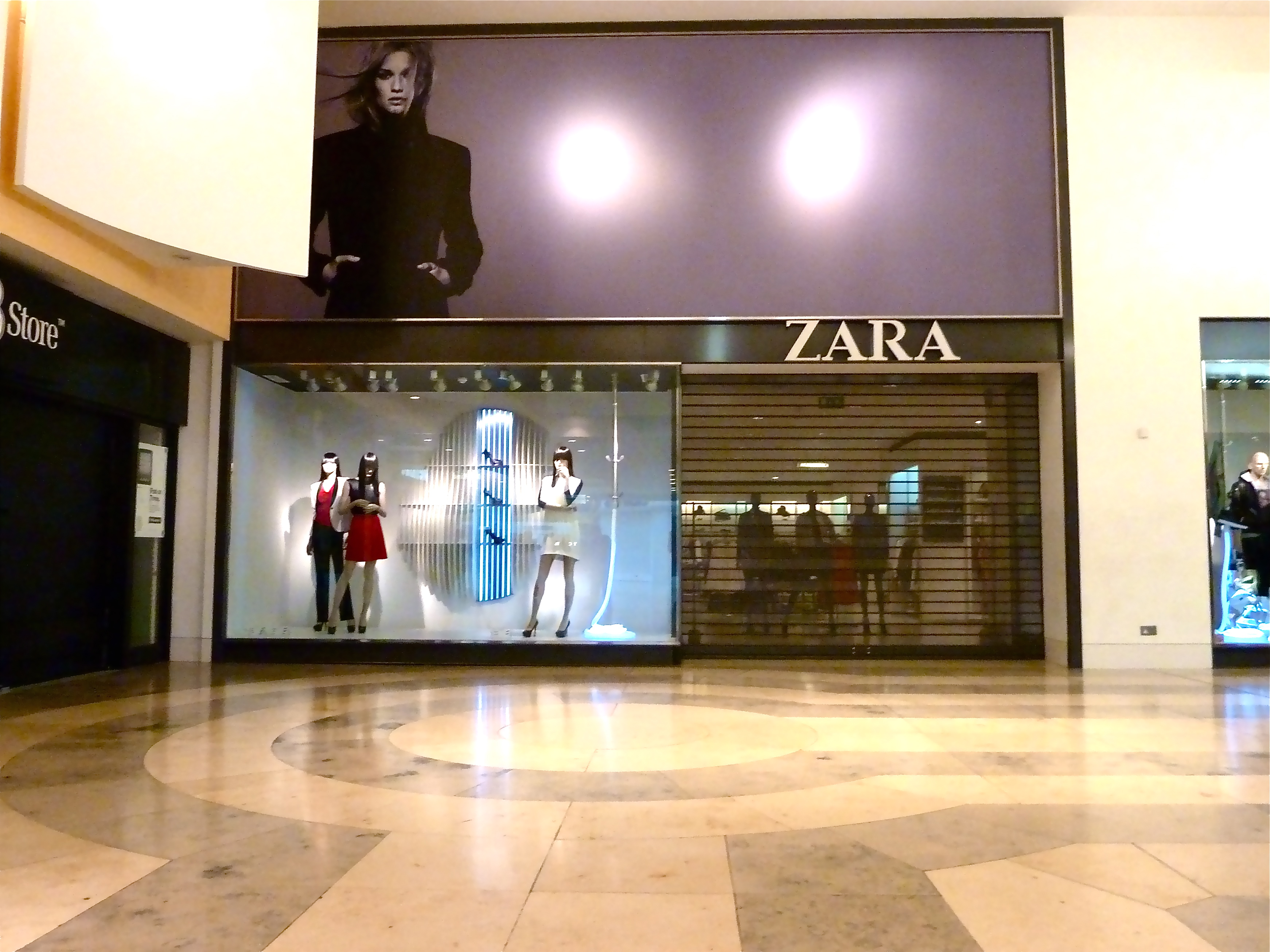
英國牛津

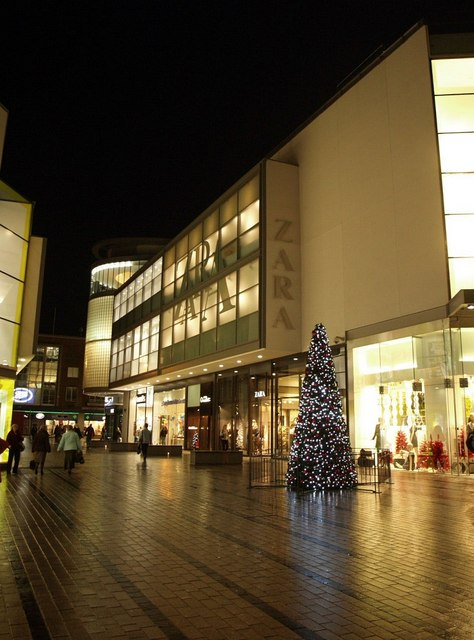
英國埃克塞特

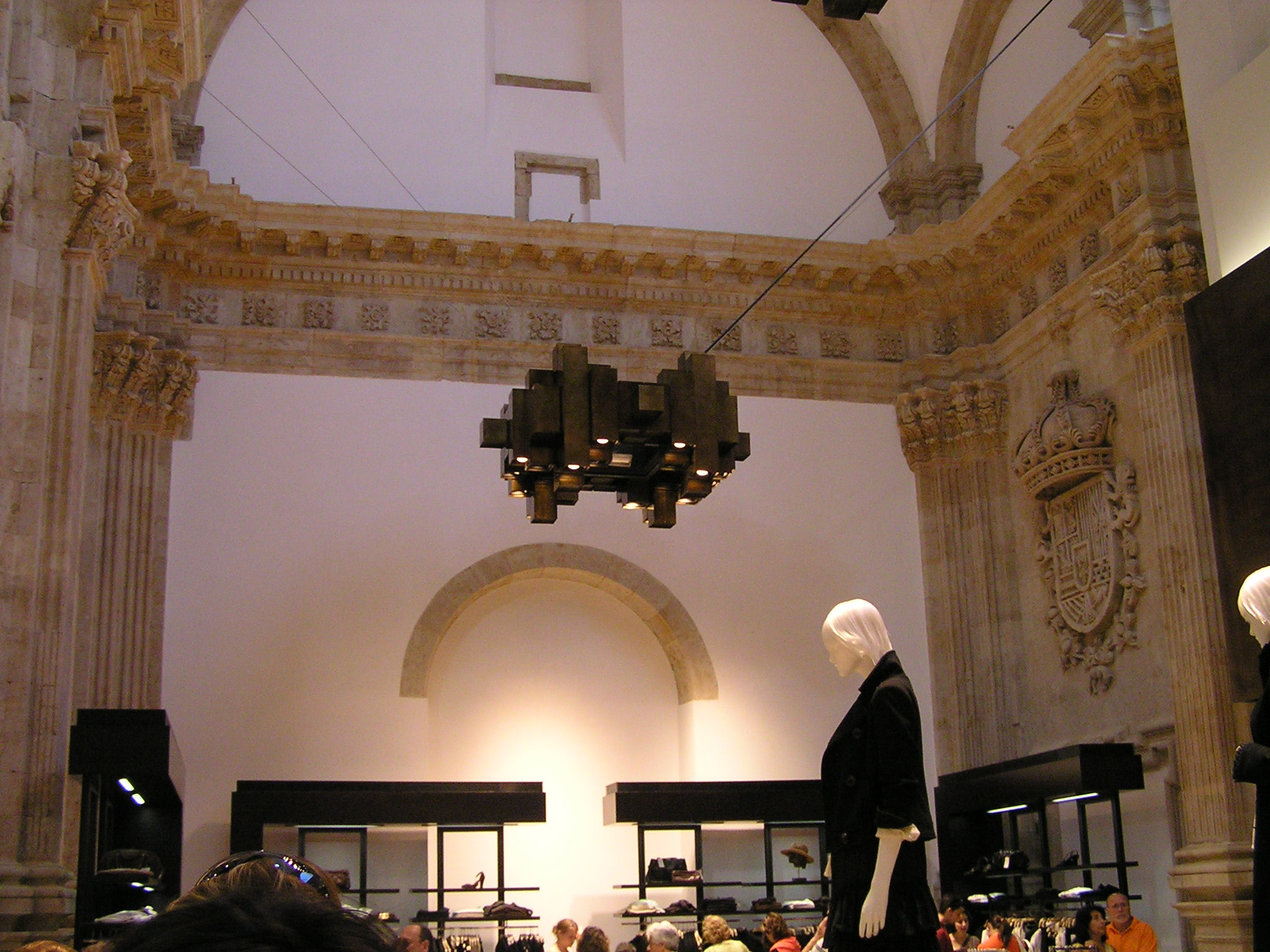
西班牙薩拉曼卡

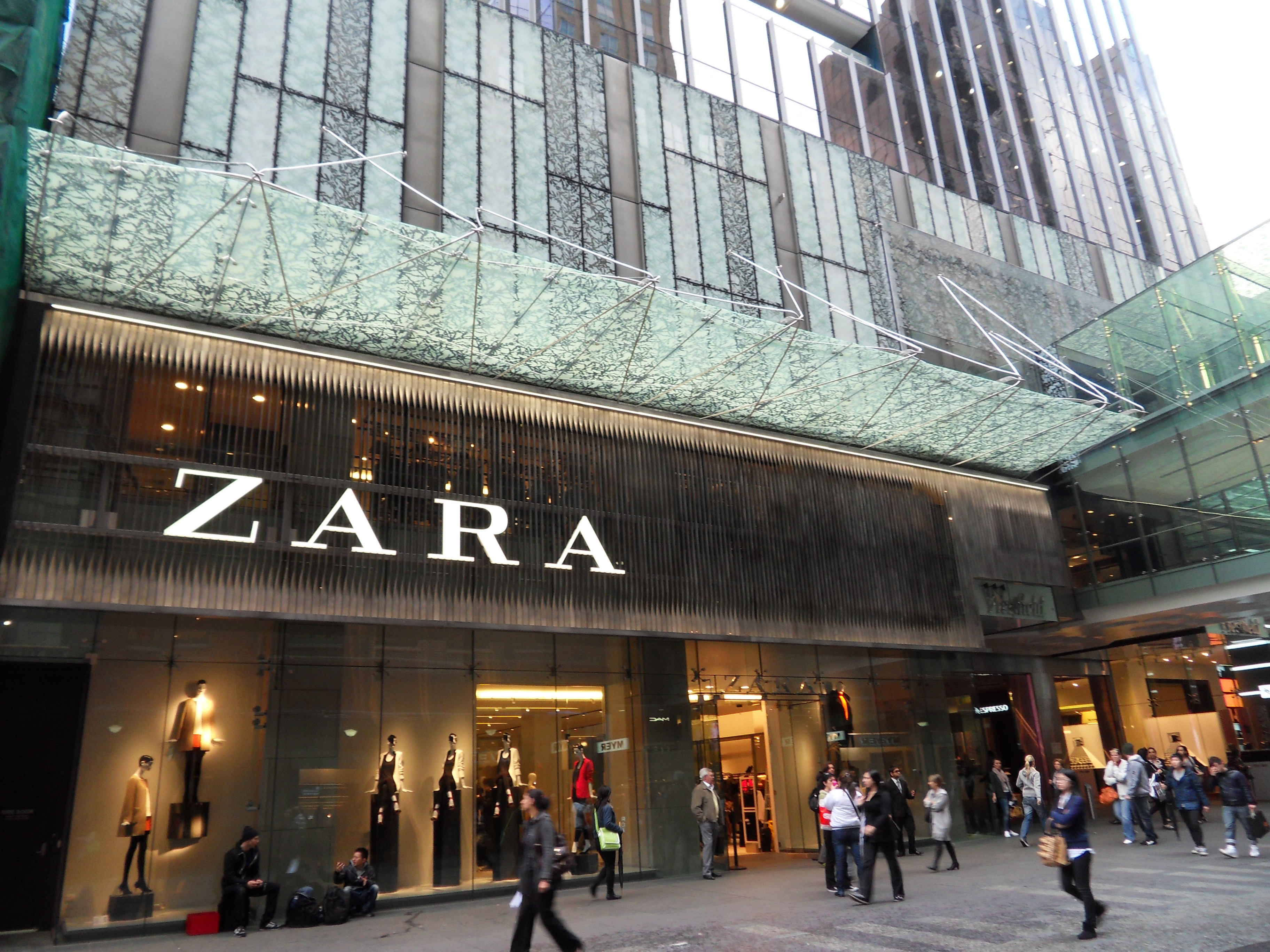
澳洲悉尼

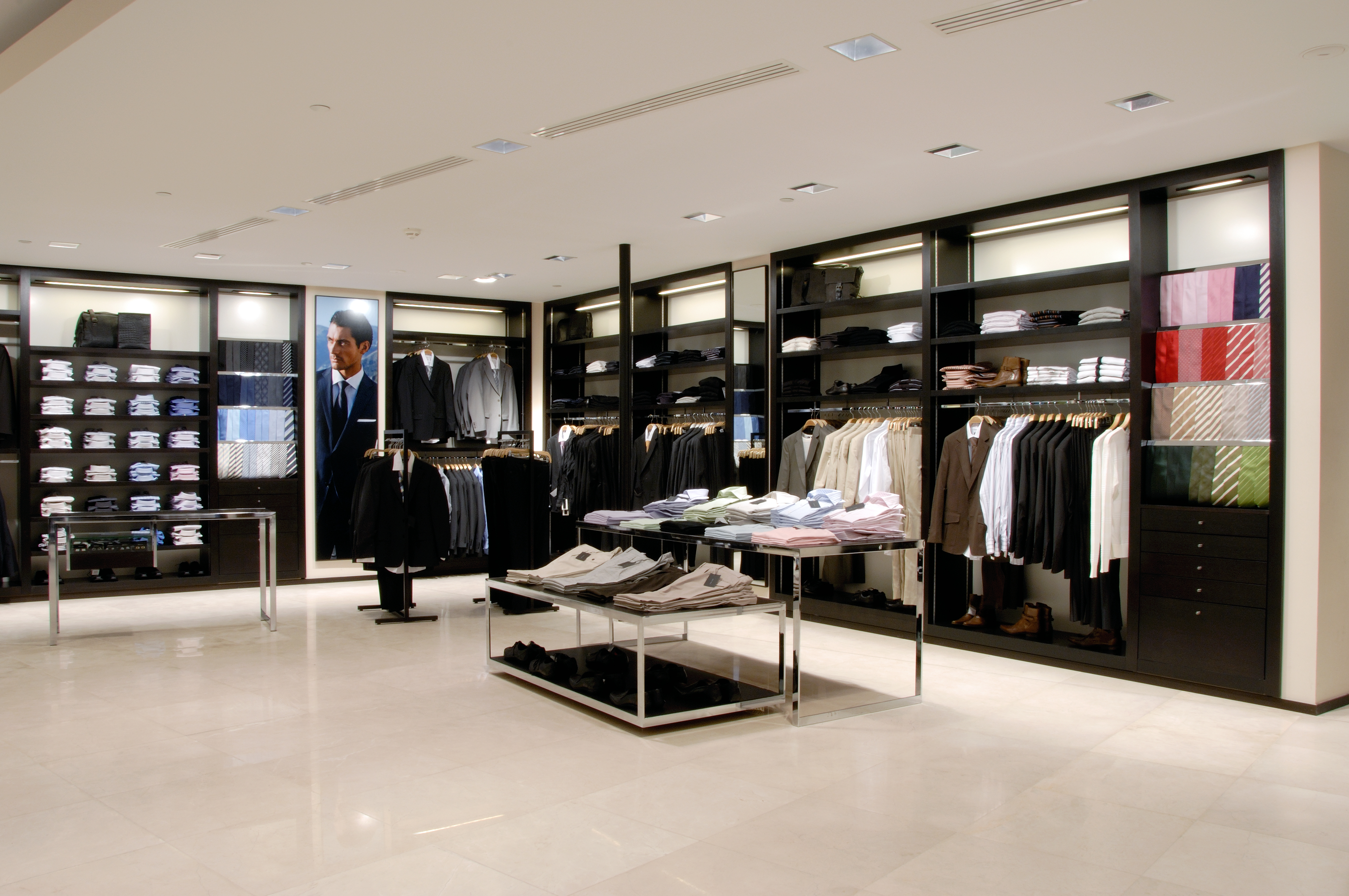
荷蘭阿尔梅勒

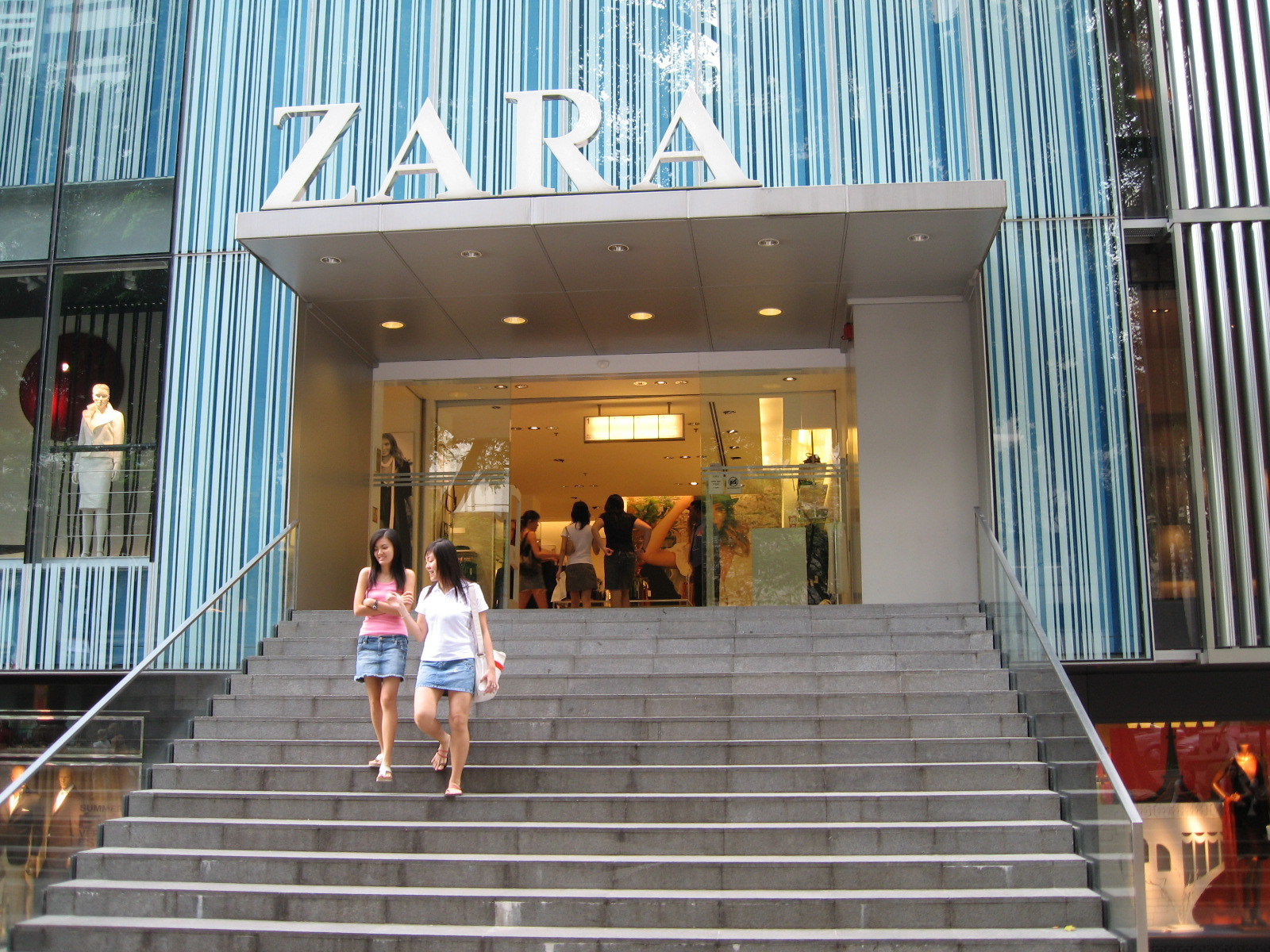
新加坡烈大厦

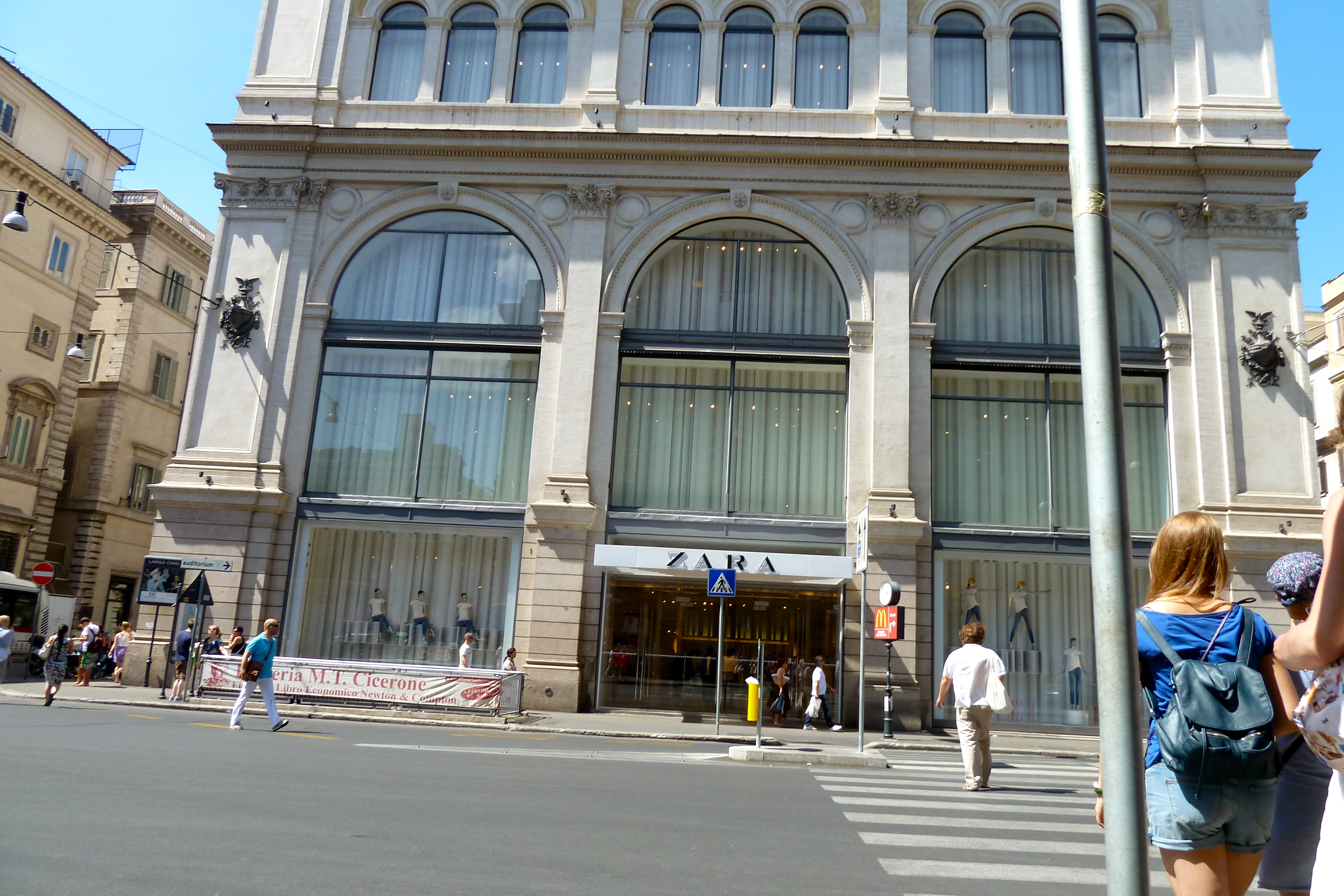
意大利罗马

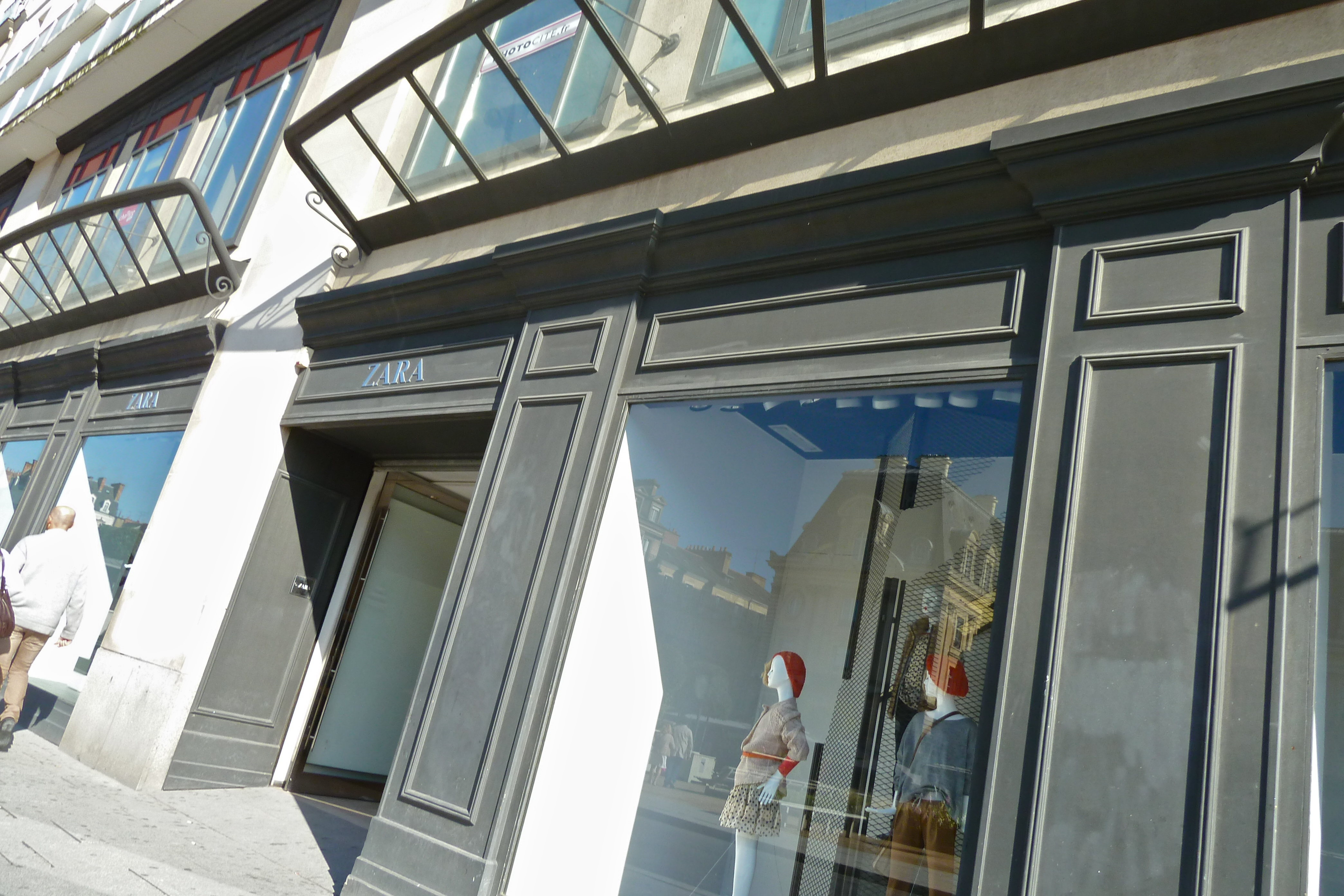
法國雷恩

飒拉的分店.分佈在全球5洲75個國家 共有1,238間分店。據資料顯示，每間分店的面積為1,500平方米。此外，飒拉的分店集中開設在人流高及高消費的地方。
2020年6月10日，颯拉母公司印地紡宣布關閉全球1,200間實體店面，並將重心轉為網路行銷。
以下為飒拉在不同國家或不同地区的分店數目：
亞洲（共496間）
- 中国大陆：176 間分店 + 網上商店
- 香港：8 間分店 + 網上商店
- 澳門：2 間分店
- 中華民國臺灣：9 間分店 + 網上商店
- 日本：98 間分店 + 網上商店
- 大韓民國( )：44 間分店 + 網上商店
- 沙烏地阿拉伯：30 間分店
- 以色列：23 間分店
- 印度：20 間分店 + 網上商店
- 印度尼西亞：13 間分店
- 阿联酋：11 間分店
- 泰國：10 間分店
- 马来西亚：9 間分店
- 新加坡：9 間分店

- 菲律賓：8 間分店
- 黎巴嫩：7 間分店
- 科威特：6 間分店
- ：4 間分店
- 巴林：2 間分店
- 约旦：2 間分店
- ：2 間分店
- ：1 間分店

美洲（共145間）
- 墨西哥：43 間分店
- 美国：84 間分店
- 巴西：18 間分店
- 加拿大：14 間分店
- 哥伦比亚：12 間分店
- 委內瑞拉：9 間分店
- 阿根廷：6 間分店
- 智利：5 間分店
- 哥伦比亚：2 間分店
- 薩爾瓦多：2 間分店
- 巴拿马：2 間分店
- 乌拉圭: 2 間分店
- : 2 間分店
- ：1 間分店
- ：1 間分店
- 波多黎各：1 間分店

非洲（共5間）
- 摩洛哥：3 間分店
- 突尼西亞：1 間分店
- 南非：1 間分店

歐洲（共892間）
- 西班牙：364 間分店
- 法國：103 間分店
- 葡萄牙：59 間分店
- 義大利：57 間分店
- 德国：56 間分店
- 英国：50 間分店
- 希腊：45 間分店
- 比利时：22 間分店
- 波蘭：16 間分店
- 土耳其：38 間分店
- 俄羅斯： 14 間分店
- 荷蘭：10 間分店
- 奥地利：9 間分店
- 瑞士：9 間分店
- 瑞典：8 間分店
- 爱尔兰：6 間分店
- 捷克：5 間分店
- 丹麦： 4 間分店
- 芬兰：4 間分店
- 立陶宛：4 間分店
- 斯洛維尼亞：4 間分店
- 爱沙尼亚： 3 間分店
- 塞爾維亞：3 間分店
- 賽普勒斯：3 間分店
- 匈牙利：3 間分店
- 拉脫維亞：3 間分店
- 冰島：2 間分店
- 盧森堡：2 間分店
- 羅馬尼亞：2 間分店
- 安道尔：1 間分店
- ：1 間分店
- 阿尔巴尼亚：1 間分店
- 馬爾他：1 間分店
- 摩納哥：1 間分店
- 挪威：1 間分店
- 斯洛伐克：1 間分店

塞爾維亞：6間分店

## 争议

### 衣物含導致不孕及致癌毒物
2012年11月20日，綠色和平在中華人民共和國北京市發布《潮流·污流：全球時尚品牌有毒有害物質殘留調查》報告，說明多間知名的時尚品牌服裝，在生產過程中使用可以導致不孕及致癌等有毒物質，不僅殘留於產品中，還因廠商胡亂排放而進入了食物鏈，毒害民衆；名單上包括了Zara。
報告調查源於綠色和平在世界各地購買了141件服裝樣品，檢測發現89件含有壬基酚聚氧乙烯醚，幾乎涉及全部品牌。壬基酚聚氧乙烯醚被廣泛使用於紡織物的印染和水洗環節，排放到環境中會迅速分解成為毒性更強的壬基酚，壬基酚能夠干擾內分泌系統，並且影響生殖系統，難以降解，又可以通過食物鏈累積。另外，綠色和平在大多數樣品上都檢測出多種有害工業化學品。

### 中华人民共和国官方网站相关问题
2018年1月，据媒体报道和网友举报，飒拉中国大陸官方网站“JION LIFE”栏目下的“收取衣服”选项介绍中，将台湾称为“国家”，后经上海市网信办确认情况属实。1月12日，上海市网信办向网站运营主体爱特思电子商务（上海）有限公司发出整改通知书，责令网站立即更改违法违规内容，并于当晚18时前在官方网站刊发致歉声明。事发后，ZARA在官方网站上发布致歉信息。声明称，公司已于第一时间更改该页面的“违法违规内容”。

### 中華民國官方網站相關問題
2019年，飒拉台湾官方网站称，因考虑中国大陆市场進而更正台灣而将Taiwan（台湾）更改为Taiwan, China（中国台湾），进而引发争议，並讓大量台灣民众不滿要求颯拉更正台灣，否則就要求颯拉永久退出台灣市場。

### 鞋款混合
於2018年，Zara把Balenciaga Triple-S與Raf Simons Ozweego Bunny兩款鞋款混合出一對新款Dad Shoes，定價為$89美元。而外界認為該鞋款跟一般Nike、Adidas差不多，雖然參考了Triple-S的顏色、鞋帶及形狀，鞋舌則模彷了Ozweego Bunny，但混合在一起後卻不討好。

### 惡意辭退
由於銷售業績的下滑，青島百麗廣場ZARA店鋪被爆出為節省開支，惡意排擠新員工，惡意辭退員工的事件，事件的真實性還在進一步確認中。

## 競爭品牌
- Uniqlo
- A&F
- GAP
- H&M